# Hangbu (köpinghuvudort i Kina, Jiangxi Sheng, lat 27,82, long 116,25)
Hangbu är en köpinghuvudort i Kina. Den ligger i provinsen Jiangxi, i den sydöstra delen av landet, omkring 100 kilometer söder om provinshuvudstaden Nanchang. Antalet invånare är 30 042. Befolkningen består av 14 834 kvinnor och 15 208 män. Barn under 15 år utgör 30 %, vuxna 15-64 år 64 %, och äldre över 65 år 5,0 %.
Runt Hangbu är det ganska tätbefolkat, med 111 invånare per kvadratkilometer. Närmaste större samhälle är Fuzhou, 18,2 km nordost om Hangbu. Trakten runt Hangbu består till största delen av jordbruksmark.
Genomsnittlig årsnederbörd är 2 281 millimeter. Den regnigaste månaden är juni, med i genomsnitt 426 mm nederbörd, och den torraste är oktober, med 17 mm nederbörd.